# Доброкаменка
Доброкаменка (укр. Доброкам'янка) — село в Баштанском районе Николаевской области Украины.
Население по переписи 2001 года составляло 158 человек. Почтовый индекс — 56160. Телефонный код — 5158. Занимает площадь 0,192 км².

## История
Немецкий лютеранско-баптисткий хутор Штейнгут, основаный в 1860 году переселенцами из березанских колоний..
В 1946 году указом ПВС УССР хутор Штейнгут переименован в Доброкаменку.

## Местный совет
56160, Николаевская обл., Баштанский р-н, с. Костычи, ул. Ивана Франка, 8б